# 2017 في صربيا
فيما يلي قوائم الأحداث التي وقعت خلال عام 2017 في صربيا.

## سياسة

### تعيين في المنصب
- 31 مايو – ألكسندر فوتشيتش رئيس صربيا.
- 31 مايو – ايفيتسا داتفتشك رئيس وزراء صربيا.
- 29 يونيو – آنا برنابيتش رئيس وزراء صربيا.

### انتهاء فترة المنصب
- 30 مايو – ألكسندر فوتشيتش رئيس وزراء صربيا.
- 31 مايو – توميسلاف نيكوليتش رئيس صربيا.
- 14 يونيو – آنا برنابيتش Minister of Public Administration and Local Self-Government ‏.
- 29 يونيو – ايفيتسا داتفتشك رئيس وزراء صربيا.

## أفلام
من الأفلام التي صدرت هذه السنة في صربيا:
- 1 يناير – أنكليف من إخراج Goran Radovanović ‏.

## وفيات

### مايو
- 17 مايو – تودور فيسيلينوفيتش (مواليد 1930) لاعب كرة قدم صربي.

### أغسطس
- 21 أغسطس – بيرم رجب (مواليد 1954)